# Hockeria caduca
Hockeria caduca är en stekelart som beskrevs av Nikol'skaya 1960. Hockeria caduca ingår i släktet Hockeria och familjen bredlårsteklar.
Artens utbredningsområde är Tadzjikistan. Inga underarter finns listade i Catalogue of Life.